# أهورا
أهورا اسم لطبقة معينة من الآلهة في الديانة الزرادشتية. والمُصطلح مرتبط من حيث اللغة بطبقة الأسورا من العصر الفيدي الهندي.

## الكلمة
اهورا اسم اله الاوحد في الديانة الزاردشتية كثيرا كتب لمعنى هذه الاسم لكن في اللغة الافستية يعني (السيد-الاله- الحكيم) ولاكثر توضيح للاسم رب الأعلى والمقدس راجع كتب الزاردشتية . واهورا اله الاوحد هو اله الخير والنور والابدية وهو ازلي. بعض النا الذين كتب الاسطر باسم المؤرخين كتب عن تقارب بين اله اهورا واسورا الفيدية الهندية واسي الإسكندنافية واشور السامية، يمكن بين هذه الاسماؤ بها تقارب تلفظي لكن اهورا في الزاردشتية واح من أسماء الله مثل كل الديانات الأخرى للمراجعة الوهية اهورا في الديانة الزاردشتية راجع يسنا هات 43 :12

## في الكتب الزرادشتية
في الغاثاس (كاهان) المنسوبة لزرادشت يدعو الكاتب الشاعر أتباعه لعبادة الأهورات فقط وتجنب غيرها، لكن الشاعر لا يحدد الآلهة المعتبرة من صنف أهورات باستثناء أهورامزدا والذي يعتبره أعظم أهورا.

## في الأفستا الأحدث
هناك ثلاثة آلهة في البانتيون (جماعة الآلهة) تعتبر كلها أهورية وتشكل «الثالوث الأهوري» وهي:
1. أهورامزدا
2. ميثرا
3. أبام نبت